# Onychogalea unguifera
Onychogalea unguifera — вид родини Кенгурових.

## Поширення
Ендемік Австралії, де він широко розповсюджений в північній частині країни. Зазвичай знаходиться в екотонах між супісками і глиною. Він знаходиться в областях рідколісся з купинними луками і чагарниками, а також в прибережних рівнинах з розкиданими заростями Melaleuca.

## Опис
Верхні частини тіла жовтувато-коричневі. Вага 4.5–9 кг. Це, як правило, поодинокі, нічні тварини.

## Загрози та охорона
Загрози невідомі. Можливо, зміна режимів пожеж і скотарство впливають на вид. Вид відмовився від південної частини свого ареалу, унаслідок хижацтва лисиць. Якщо лисиця рухатиметься далі на північ, то це може становити небезпеку для виду. Зустрічається в деяких охоронюваних районах, хоча пріоритетні місця проживання цього виду слабо представлені в охоронюваних районах регіону.

## Галерея

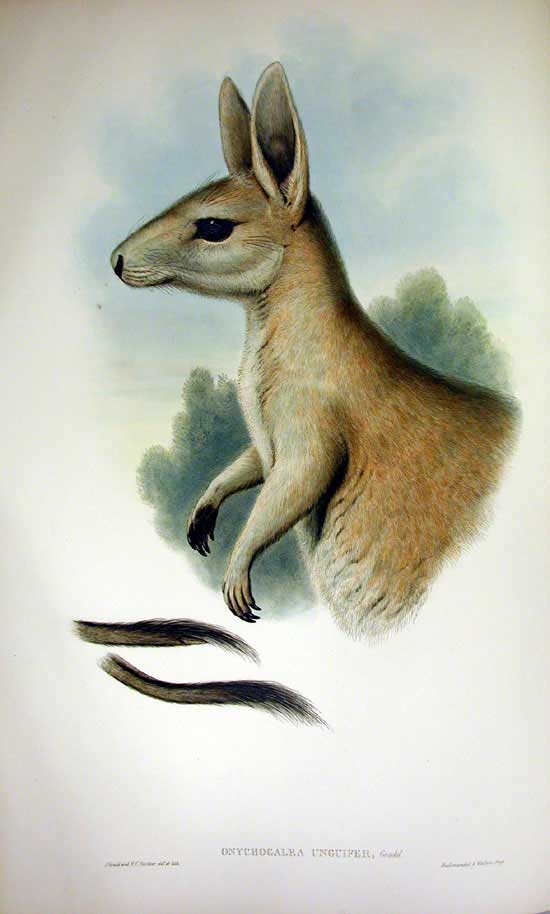
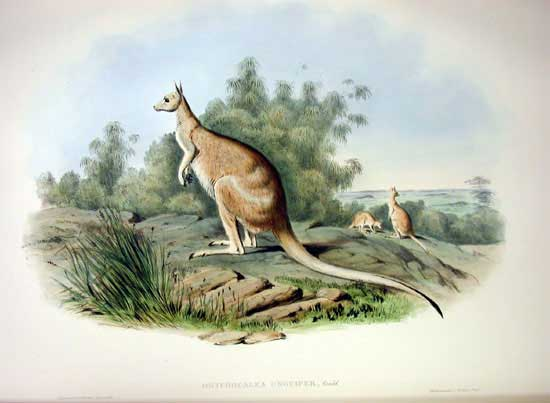